# Limes Rhodopica
Der Limes Rhodopica ist eine Hügelkette in Bulgarien. Die moderne archäologische Forschung beschreibt ihn als kreisförmige Umschließung des etwa 30 km² großen Tschepino-Tals. Die Fläche der umlaufenden Gebirgslandschaft ist mindestens dreimal größer als die flache Ebene. Das kleine Tal befindet sich im Nordwesten des Rhodopen-Gebirges, etwa 60 km westlich von Plowdiw (Philippopolis) und 150 km südlich von Sofia (Serdica). Hier bildet sich eine der höchsten Gebirgsgegenden der Rhodopen und Nordthrakiens. Die Hügel liegen bei einer einheitlichen Höhe von etwa 1200–1350 m. Diese günstige Lage wurde in der römischen Kaiserzeit genutzt, um die Bergstraßen durch Festungen und Posten zu vernetzen.
Der Name des Tals Tschepino leitet sich von der mittelalterlichen Festung Zepina oder Tsepeina ab. Schriftliche Quellen über diese große Befestigungsanlage finden sich erst im 12. Jahrhundert und seit dem Fall Konstantinopels 1204, sie wird oft in Zusammenhang mit Byzanz gebracht.
Samt mehreren befestigten Residenzen wie Tsepeina, Stanimachos, Peristera, Ljutitsa und Meleniko (Melnik) fiel der gesamte Limes Rhodopica 1185 in den Regierungsbesitz des Alexius Slaw, eines Neffen des 1207 ermordeten bulgarischen Zaren Kalojan. Alexius übernahm die Regierung bis an die Grenze des neugegründeten Lateinischen Reichs und schnitt den Weg zwischen der von Boril usurpierten bulgarischen Hauptstadt Tarnowo und der nach Nikaia verlegten byzantinischen Hauptstadt.
Durch die Festungen im Limes Rhodopica hatte Alexios sichere Kontrolle über den Handelsweg in Thrakien. Der Limes sicherte ihm außerdem ein Monopol auf die jahrhundertelang bestehende Eisenproduktion in den Nordrhodopen.
Laut einer kurzen Erwähnung bei Theodoros Laskaris (1205–1222) wurden hier nicht weniger als neun große Festungsanlagen sowohl von Byzantinern als auch von Bulgaren genutzt. Auch weitere Beschreibungen von Georgios Akropolites († 1282) und Nikephoros Gregoras († 1359/61) beziehen sich auf die spätantike Herkunft der Festungen in diesem Teil der Rhodopen.
Mehrere Kalköfen in unmittelbarer Nähe einiger lokalisierter Festungen bezeugen, dass der Kalk für die Bauarbeiten am Ort gewonnen wurde.
Im Südteil des Tschepino-Tals sind zahlreiche Fundamente frühchristlicher Basiliken aus dem 5. und 6. Jh. erhalten, und Fragmente von deren Innenausstattung werden in den Museen von Pasardschik und Rakitovo aufbewahrt.
Auf diesen einst dicht bevölkerten Hügeln gab es gut entwickelten Bergbau und enorm viele Siedlungen bereits in der Früheisenzeit. Im 1. Jahrhundert n. Chr. war die Region schon ein Gebiet mit zahlreichen römisch-thrakischen Festungen. In der Spätantike blieb die Wirtschaft dieses Gebiets bestehen. Dabei entstanden weitere neue Festungen, die im Mittelalter unter anderen Namen weiter genutzt wurden. Bekannt sind heute die Reste von Festungen in der Gemeinde Rakitovo, wie Tsepeina, Kulata-Gradot, Kulata, Kamilata und Kalinka.